# Jaskinia w Diablej Górze
Jaskinia w Diablej Górze – znajdująca się na Wyżynie Śląskiej w Bukownie, w przysiółku Podlesie, na wzgórzu Diablej Górze.
Jaskinia pozioma o wąskich i niskich korytarzach o długości 107 m i głębokości 15 m z ekspozycją otworu: SE. Po raz pierwszy była wzmiankowana przez P. Przemyskiego w 1912 roku. Została zinwentaryzowana przez K. Kowalskiego w 1948 roku pod nr. inw. 361.